# Oniipa
Oniipa è un centro abitato della Namibia, situato nella Regione di Oshikoto, nel nord del Paese africano.